# Visiline Jepkesho
Visiline Jepkesho (née le 30 décembre 1989) est une athlète kényane, spécialiste des courses de fond. 

## Biographie
Elle remporte en 2014 le Marathon de Milan et le Semi-marathon de Gifu Seiryū.
En 2015, elle se classe troisième du Marathon de Paris, derrière les Éthiopiennes Meseret Mengistu et Amane Gobena, et porte son record personnel sur la distance à 2 h 24 min 44 s.

### Palmarès
| Date | Compétition           | Lieu  | Résultat | Épreuve  | Performance     |
| ---- | --------------------- | ----- | -------- | -------- | --------------- |
| 2016 | Marathon de Paris     | Paris | 1er      | Marathon | 2 h 25 min 53 s |
| 2015 | Marathon de Paris     | Paris | 3e       | Marathon | 2 h 24 min 44 s |
| 2015 | Championnats du monde | Pékin | 20e      | Marathon | 2 h 36 min 17 s |

### Records
| Épreuve  | Performance     | Lieu  | Date          |
| -------- | --------------- | ----- | ------------- |
| Marathon | 2 h 24 min 44 s | Paris | 12 avril 2015 |